# Fontanilles
Fontanilles – gmina w Hiszpanii, w prowincji Girona, w Katalonii, o powierzchni 9,38 km². W 2011 roku gmina liczyła 156 mieszkańców.